# DSM-5
DSM-5 (англ. Diagnostic and Statistical Manual of mental disorders, fifth edition — Диагностическое и статистическое руководство по психическим расстройствам 5-го издания) — использующаяся в США с 2013 года нозологическая система, «номенклатура» психических расстройств. Разрабатывается и публикуется Американской психиатрической ассоциацией (American Psychiatric Association (APA)). DSM-5 был опубликован 18 мая 2013 года, заменив DSM-IV-TR 2000 года. «DSM-V» — нерекомендуемое к использованию устаревшее название, отвергнутое ассоциацией. С пятого издания ассоциацией решено использовать арабскую цифру в наименовании руководства (до 2013 в названиях использовались римские цифры), правильное современное сокращение — DSM-5. Дескриптивный и феноменологический подход к классификации, использовавшийся DSM-IV-TR, устарел и, с учётом последних результатов исследований, является неточным.
В Соединённых Штатах DSM имеет высокий авторитет в психиатрии. Рекомендации к использованию при лечении психических расстройств, а также оплата поставщиками медицинских услуг часто определяются классификациями DSM, поэтому появление новой версии имеет важное практическое значение.
Изменения в DSM-5 главным образом обусловлены новыми исследованиями в области психиатрии и достижениями в области нейронауки, также не обошли стороной общественные запросы. Многие решения были связаны с обеспечением лучшей совместимости с готовящейся к выходу Международной классификации болезней 11-пересмотра (МКБ-11).

## Разработка и исправление недостатков
При создании DSM-5 учитывали все те недостатки, что были обнаружены в DSM-IV-TR. Помимо этого, в новый классификатор интегрировали результаты последних клинических и научных достижений в области психиатрии. Одной из задач также было сделать для исследователей и клиницистов использование руководства более удобным. В работе над DSM-5 приняло более 400 специалистов разных специальностей (психиатрия, неврология, педиатрия, первая медицинская помощь, эпидемиология, методология научных исследований и статистика, психология) из 13 стран.
В результате накопления новых сведений о гендерных и культуральных различиях, экспертами было решено при кратком обзоре глав, сопровождающих каждый набор диагностических критериев, упоминать гендерные, возрастные и культуральные аспекты. Почти все диагностические категории в новом руководстве имеют эти данные. Так как в настоящее время социальное окружение озабочено наследственностью, эпигенетикой, риском возникновения расстройств и защитными факторами, в тексте DSM-5 поднимаются эти вопросы.
Также при разработке нового руководства учитывались особенности проявления симптомов в разных культурах. К примеру, критерий «B» DSM-5 (критерий «A» в DSM-IV-TR) социального тревожного расстройства (англ. social anxiety disorder) был расширен и включает не только страх опозориться или страх самоунижения, но и тревогу по поводу оскорбления другими. Данный симптом взят из японской культуры, а именно больных японским синдромом тайдзин кёфусё, схожим с социальным тревожным расстройством.

## Новые генетические исследования
Так как большинство исследований в области генетики и психиатрии, выполненные за последние 20 лет, указывают на общую генетическую предрасположенность к возникновению аффективных расстройств (включая биполярные) и психотических, то они более не рассматриваются как отдельные состояния.
Также связано с недавними успешными исследованиями генома психических расстройств, выявившие общий полиморфизм генов между психическими расстройствами: шизофренией, биполярным аффективным расстройством, синдромом дефицита внимания и гиперактивности, большим депрессивным расстройством и расстройством аутистического спектра. Эти состояния было принято выставить как первые четыре главы DSM-5. Аналогично авторы старались группировать психические расстройства на основе достижений нейронауки больше, чем на психопатологии.

## Оценка тяжести расстройства: шкалы тяжести, спецификаторы
Как написано в главе «расстройства шизофренического спектра и другие психотические расстройства», психотические расстройства являются гетерогенными, а тяжесть симптомов может предсказывать важные последствия заболевания, например, степень когнитивного и/или нейробиологических дефицитов.
Возьмём в качестве примера расстройство аутистического спектра. В руководстве указано: тяжесть основана на нарушениях социальной коммуникации и ограниченных, повторяющихся паттернах поведения. В зависимости от тяжести выделяется 3 уровня: 1) «Требуется помощь», 2) «Требуется значительная помощь», 3) «Требуется очень значительная помощь». Несмотря на то что все эти состояния объединены в расстройство аутистического спектра, спецификаторы позволяют определить варианты расстройства, включая структурные нарушения речи, утрату приобрётенных навыков, сопутствующие соматические заболевания и наличие или отсутствие снижения интеллекта.
Оценка расстройств в DSM-5 — дименсиональная (измерительная), и в руководстве присутствует множество спецификаторов и подтипов, которые описывают феноменологические варианты расстройств. Например, в депрессивных, биполярных и связанных с ними состояниях установлен спецификатор «with mixed features» (со смешанными чертами), который заменяет 2 диагностические рубрики DSM-IV-TR (биполярное расстройство I типа и смешанный эпизод). Спецификатор «with mixed features» в настоящее время используется для диагностики как биполярных, так и униполярных состояний.
DSM-5, кроме категорий, включает дименсиональные аспекты диагноза. Введены подтипы («subtypes»), спецификаторы («specifiers»), «cross-cutting symptom assessments» (интегральная оценка симптомов), шкалы тяжести («severity ratings»). Шкала тяжести расстройств: «mild» — мягкая, «moderate» — умеренная, «severe» — тяжёлая, у других расстройств — 1/2/3 уровни. Оценки симптомов помогут врачам-психиатрам лучше определить степень выраженности психического расстройства и выбрать лучшую стратегию терапии.
В рубрику «расстройства адаптации» добавлен спецификатор «with limited prosocial emotions» (с ограниченными социальными эмоциями) для описания чрезмерно грубых детей с негативной аффективностью, выраженной больше (например, более частыми и тяжёлыми вспышками агрессии), чем у других детей и хуже поддающихся терапии.
Для парафильных расстройств созданы спецификаторы «in remission» — ‘в ремиссии’ и «in a controlled environment» — ‘в контролируемой среде’.

## Новые диагнозы и свежие изменения

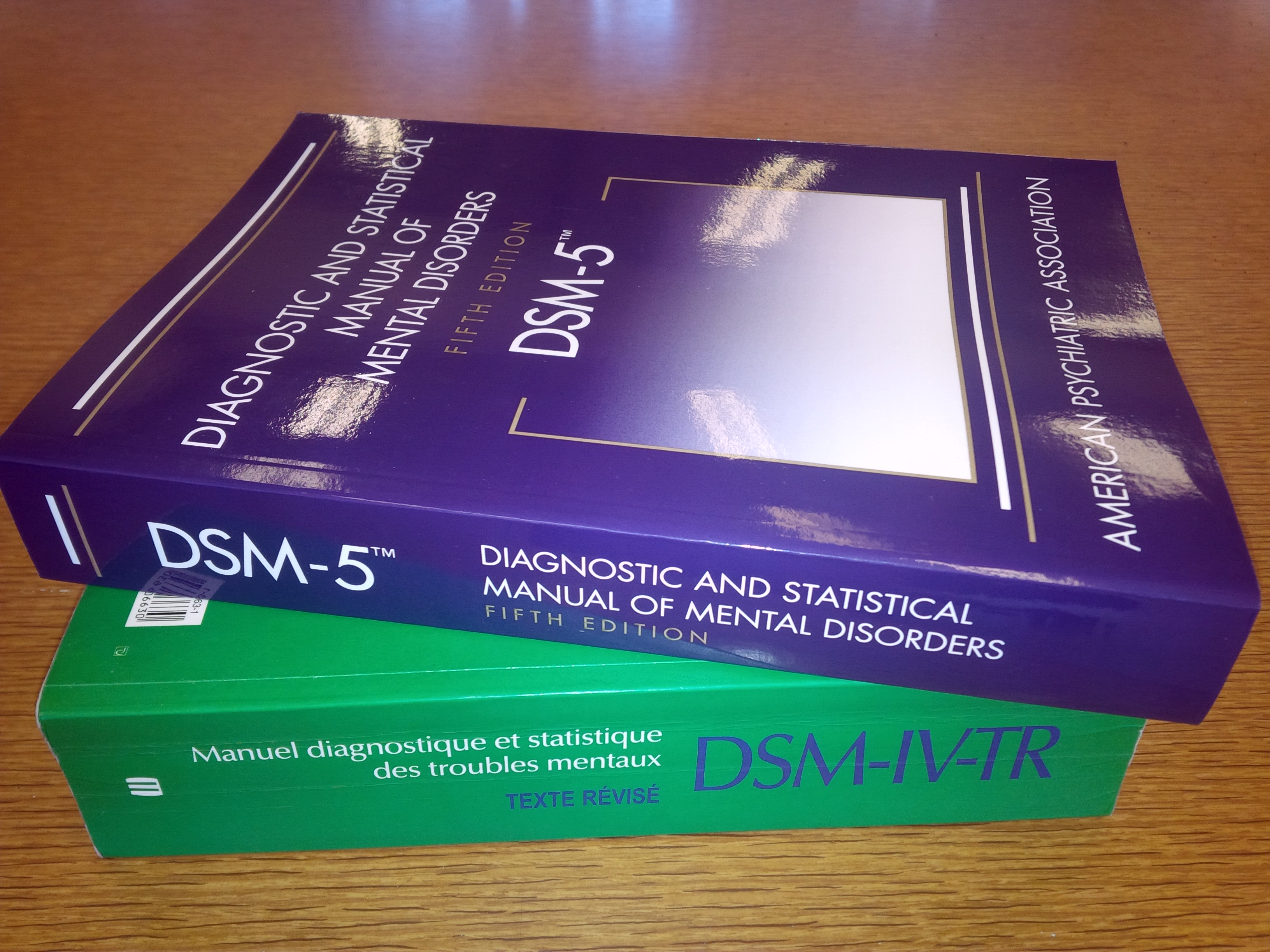
DSM-IV-TR (издание старой версии на французском языке) и новый DSM-5.

Нейрокогнитивные расстройства (NCD) — новая категория в DSM-5. «Major neurocognitive disorder» (большое нейрокогнитивное расстройство) приблизительно соответствует диагнозу деменции в DSM-IV-TR, однако критерии деменции были пересмотрены для создания нового диагноза — «mild neurocognitive disorder» (лёгкого нейрокогнитивного расстройства), которое напоминает мягкое когнитивное снижение, не достигает уровня выраженной дисфункции и нарушений функционирования.
Новые расстройства входили в DSM-5 основываясь на обзоре имеющейся доказательной базы в области нейронаук и на клинической пользе. «Hoarding disorder», 300.3 (F42) — патологическое накопительство, характеризуется чрезмерным собиранием часто бесполезных вещей, в том числе мусора, что нередко делает условия проживания пациентов невозможными или ставит их под опасность.
«Disruptive mood dysregulation disorder» (DMDD), 296.99 (F34.8) — деструктивное расстройство дисрегуляции настроения — было решено экспертами включить в классификацию в ответ на длящиеся уже не менее 10 лет дискуссии об обоснованности считать постоянное чувство раздражительности у детей главным симптомом биполярного аффективного расстройства в детском возрасте. Эксперты сравнили исследования по изучению клинико-динамических характеристик и лечение классического биполярного аффективного расстройства и биполярного аффективного расстройства, при диагностике которого использовали критерий «постоянное чувство раздражительности». Они пришли к выводу, что имеет смысл в разделении на два отдельных расстройства.
Некоторые расстройства DSM-IV-TR в DSM-5 были объединены в спектры. Наиболее яркий пример — расстройство аутистического спектра, включающие симптомы, которые в DSM-IV-TR рассматривались в рубриках аутистического расстройства, синдрома Аспергера, первазивного расстройства развития БДУ, детского дезинтегративного расстройства. Данное предложение о пересмотре воспринялось экспертами с энтузиазмом, так как не существовало надёжных данных, доказывающих потребность дальнейшего разделения данных расстройств. Теперь в DSM-5 одно расстройство — расстройство аутистического спектра.
Другие значимые новые диагнозы включают «binge-eating disorder», — 307.51 (F50.8) — компульсивное переедание, «premenstrual dysphoric disorder», 625.4 (N94.3) — предменструальное дисфорическое расстройство, «restless legs syndrome», 333.94 (G25.81) — синдром беспокойных ног, «Rapid Eye Movement sleep behavior disorder» / «REM sleep behavior disorder», 327.42 (G47.52) — расстройство поведения, вызванное нарушением фазы быстрого сна.
Ещё новое, коммуникативные расстройства: новый «language disorder», 315.39 (F80.9) — расстройство речи (объединяет из DSM-IV-TR «expressive language disorder» и «mixed receptive-expressive language disorders»), новое название «speech sound disorder», 315.39 (F80.0) — расстройство звука речи (новое имя для «phonological disorder» из DSM-IV-TR) и «childhood-onset fluency disorder» — детское расстройство беглости, 315.35 (F80.81) — заикание (новое имя для «stuttering» из DSM-IV-TR).
В DSM-5 в любых условиях требуется 3 кататонических симптома (из 12 характерных симптомов) для постановки диагноза кататонии. В DSM-5 кататония может быть диагностирована как спецификатор при депрессии, биполярном аффективном расстройстве и психотических расстройствах; как отдельный диагноз при другом заболевании; или как другой уточнённый диагноз.
В DSM-5 впервые появилось расстройство «тревожное расстройство, связанное с заболеванием» (англ. illness anxiety disorder), 300.7 (F45.21). Теперь многим пациентам, которым ставили диагноз ипохондрия, теперь будут ставить данный диагноз.
В DSM-IV-TR селективный мутизм был классифицирован в разделе «Нарушения, впервые обычно диагностированные в младенчестве, детстве или подростковом возрасте». В настоящее время он помещён по неизвестным причинам в тревожные расстройства.
В DSM-IV-TR была группа «gender identity disorders», в которую входили собственно «gender identity disorder» — расстройство гендерной идентичности и «gender identity disorder NOS» — расстройство гендерной идентичности БДУ. В DSM-5 оно переименовано в «gender dysphoria», 302.85 (F64.1) — гендерная дисфория. По DSM-5, «гендерная дисфория обозначает дистресс, который может сопровождать несоответствие между переживаемым и выражаемым гендером и назначенным гендером.»
То, что упоминалось как дистимия в DSM-IV-TR, теперь называется «persistent depressive disorder», 300.4 (F34.1) — стойким/постоянным/перманентным депрессивным расстройством (первое слово выбрать на вкус, пока название не устоялось).
Расстройство, связанное с употреблением психоактивные веществ — «расстройство употребления вещества» теперь стало комбинацией двух категорий из DSM-IV-TR: «substance abuse» (злоупотребление веществом) и «substance dependence» (зависимость от вещества). Приведём что-то более конкретное «злоупотребление амфетамином» (305.70) и «зависимость от амфетамина» (304.40). Категория «dependence» (зависимость) от веществ признана неправильной и неадекватной, так как неправильно употребляется английский термин «dependence», в настоящее время обозначающий нормальное физиологическое состояние отмены при употреблении установленных веществ и препаратов.
«Intermittent Explosive Disorder», 312.34 (F63.81) — интермиттирующее эксплозивное расстройство. Теперь критерием, помимо агрессивных вспышек личности, выступает вербальная агрессия, неразрушающая/безвредная физическая агрессия, природный импульсивный гнев.

## Axis & NOS & unspecified
Новая версия заменяет категорию «NOS» («not otherwise specified» — без дополнительных уточнений, БДУ) двумя вариантами: «other specified disorder» — другим уточнённым расстройством и «unspecified disorder» — неуточнённым расстройством. Первое позволяет клиницисту указать причину, по которой не указываются критерии для конкретного нарушения; второе позволяет ему отказаться от уточнения расстройства.
DSM-5 отбросил многоосевую систему (ранее были Ось I, Ось II, Ось III) и перечислил все расстройства в секции II «диагностические критерии и коды».

## Глава «расстройства шизофренического спектра и другие психотические расстройства»
В Диагностическом и статистическом руководстве по психическим расстройствам 4-го издания (DSM-IV и DSM-IV-TR) присутствовал раздел «шизофрения и другие психотические расстройства», который был переименован в последнем, 5-м издании (DSM-5) в «расстройства шизофренического спектра и другие психотические расстройства» (англ. Schizophrenia Spectrum and Other Psychotic Disorders).
Расстройства шизофренического спектра были объединены с «другими психотическими расстройствами» на основании общих характеристик: дезорганизованное мышление, галлюцинации, бред, грубо дезорганизованное или кататоническое поведение и негативные симптомы. Термин «психоз» имеет разные значения, но начиная с DSM-III, в США его использование более чётко сформулировано: опыт разрыва с реальностью.
В группу «расстройства шизофренического спектра и другие психотические расстройства» входят:
- Шизотипическое расстройство (личности)
- Бредовое расстройство
- Краткое психотическое расстройство
- Шизофреноформное расстройство
- Шизофрения
- Шизоаффективное расстройство
  - Шизоаффективное расстройство. Биполярный тип
  - Шизоаффективное расстройство. Депрессивный тип
- Психотическое расстройство, вызванное веществами/лекарствами
- Психотическое расстройство, вызванное другим заболеванием
  - Психотическое расстройство, вызванное другим заболеванием. С бредом
  - Психотическое расстройство, вызванное другим заболеванием. С галлюцинациями
- Кататония, связанная с другим психическим расстройством (спецификатор кататонии)
- Кататонический расстройство из-за другого заболевания
- Неуточнённая кататония
- Другое уточнённое расстройство шизофренического спектра и другие психотические расстройства
- Неуточнённое расстройство шизофренического спектра и другие психотические расстройства

Структура главы с шизофренией изменилась, так что теперь расстройства шизофренического спектра объединились с другими психотическими расстройствами. Расстройства в руководстве теперь расположены от наименее лёгких до самых тяжёлых. Тяжесть определяется числом, уровнем и продолжительностью психотических симптомов и признаков.
Шизотипическое расстройство личности включено в раздел расстройства шизофренического спектра и другие психотические расстройства, но текст и критерии остаются в разделе «расстройства личности». Шизотипическое расстройство личности находится в этой группе, так как со времён DSM-III доказана его тесную этиологическую связь с шизофренией и другими психотическими расстройствами. Однако психотическим расстройством разработчики руководства не считают.
Бред — единственная клиническая характеристика бредового расстройства, в DSM-IV/DSM-IV-TR оно должно было быть «не вычурным» по определению. Ранее бредовое расстройство ограничивалось только англ. «nonbizarre delusions» (невычурным бредом), иначе диагноз изменяли. Теперь этот пункт убрали, и бредовое расстройство может иметь вычурный бред.

## Удалённое
Был удалён DSM-IV-TR критерий исключение реакции горя («bereavement») из большого депрессивного эпизода («major depressive disorder»). Хотя из-за противоречивости и спорности этого действия, исключение реакции горя было отменено и заменено на более описательную характеристику, благодаря которой можно различить симптомы «нормальной реакции» и случая наличие психического расстройства.

## Изменённые названия
В DSM-IV-TR для обозначения умственной отсталости использовался термин «mental retardation» — 'задержка умственного развития'. Термин «умственная отсталость» пересматривали уже множество раз, окончательно в США для DSM-5 было одобрено новое название для этого понятия — «intellectual disability (intellectual developmental disorder)», правильнее было бы перевести указанные термины как 'интеллектуальное бессилие', а второй термин как 'расстройство развития интеллекта'. Однако против термина «intellectual developmental disorder» уже́ протестуют и не желают его использования в будущем МКБ-11. Тем не менее, в США «intellectual disability» — это термин, который в течение последних двух десятилетий стал общепринятым среди медицинских, образовательных и других профессионалов, а также для непрофессиональных групп населения и групп поддержки инвалидов. Термин «intellectual developmental disorder» была помещена в круглые скобки, чтобы отразить классификационную систему Всемирной организации здравоохранения (МКБ, будущую МКБ-11) и осуществить все «disabilities» на Международной классификации функционирования, инвалидности и Здоровья (ICF). Раньше в 1970-е и позже в англоязычных странах была такая система: mild mental retardation — moron, moderate mental retardation — imbecile, profound mental retardation — idiot, Альтернативное название mental deficiency or mental sub-normality.
Термины «злоупотребление ПАВ и зависимость от ПАВ» были удалены и вместо них сейчас используется единый термин «substance-related disorders» — расстройства, связанные с приёмом веществ. Однако название главы — «substance-related and addictive disorders» — расстройства, связанные с употреблением веществ и аддиктивные расстройства.

## Сотрудничество с ВОЗ и АПА
Национальный институт психического здоровья США организовывал встречи и конференции с экспертами Всемирной организацией здравоохранения, их цель — совершенствование DSM-5 и МКБ-11, развитие общей исследовательской базы для их ревизии. Разработчики DSM-5 желали сохранить или даже усилить согласованность методологию обеих классификаций.

### Научные конференции ВОЗ и АПА
Между Всемирной организацией здравоохранения (ВОЗ) и Американской Психиатрической Ассоциацией (АПА) было проведено 13 международных научных конференций (2003—2008), посвящённых совершенствованию и разработке DSM-5, что стало причиной публикации монографий, которые поднимали внимание на пробелах в руководстве, его диагностических критериях и т. д. Монография, написанная экспертами из ВОЗ и АПА, посвящена вопросам психиатрической диагностики и классификации в других странах. Другие монографии включали сведения об оценке культуральных факторов и нозологии, в том числе влияние на проявления депрессии и тревоги. Также была написана классификация психотических расстройств для западных и других стран, социально-культуральные факторы со связью с соматическими заболеваниями. Дополнительно, в рамках сотрудничества конкретными группами, которые ответственны за отдельные нозологии, были созданы соответствующие монографии.

## Критика
Аллен Фрэнсис, председатель оперативной группы DSM-IV, явился резким критиком расширения диагнозов в следующем издании классификатора. В журнале Psychiatric Times в 2009 году он писал, что DSM-5 станет «золотым дном для фармацевтической промышленности, но при огромных расходах на новых ложных пациентов, попавших в чрезмерно широкую сеть DSM-5».
56 процентов членов рабочих групп DSM-5 раскрыли свои связанные с фармакопромышленностью существенные финансовые интересы. Председатель оперативной группы DSM-5 доктор Купфер прежде работал в консультативных советах компаний Eli Lilly and Company, Forest Pharmaceuticals Inc, Solvay/Wyeth Pharmaceuticals и Johnson & Johnson, а также консультировал компании Servier и Lundbeck.
После того как в мае 2013 года была опубликована DSM-5, Аллен Фрэнсис на конгрессе психиатров и психотерапевтов в Берлине (ноябрь 2013 года) вновь резко высказался против этой версии DSM, включившей в себя, по его словам, «большое количество новых психических нарушений с настолько размытыми и нечеткими границами, что миллионы людей, считающихся сейчас здоровыми, рискуют стать новоявленными пациентами».